# Susana Torrado
Susana Torrado (Buenos Aires, sin fecha de nacimiento - ibidem, 21 de febrero de 2022) fue una destacada socióloga argentina especializada en la demografía de la Argentina. Se hizo popular debido a un incidente con el ministro de Economía Domingo Cavallo quien, para desprestigiarla, la "mando a lavar los platos".

## Biografía
Estudio primero periodismo, para luego recibirse de Sociología en la Universidad de Buenos Aires (UBA) en el año 1963. Se inició en la vida académica en el Instituto de Sociología de dicha universidad bajo la dirección de Gino Germani. Allí también tuvo como maestros a José Luis Romero y Carmen Miró.
Posteriormente, vivió en París, donde entre 1965 y 1967 obtuvo el “Diplôme de Démographie Générale” y el “Diplôme d’Expert Démographe”, en el Institut de Démographie de l’Université de París (IDUP). Los estudios doctorales los realizó en la Ecole Pratique des Hautes Etudes donde obtuve el título de Doctora en Demografía con la tesis "L’evolution démographique en Argentina de 1870 à 1960" en la cual vinculaba el desarrollo económico del país a la dinámica demográfica, tema que continuaría estudiando a lo largo de su carrera académica. Posteriormente realizó investigaciones en el Institut National d’Etudes Démographiques de Francia. Vivió un tiempo en Montreal (Canadá) donde trabajó como profesora de demografía. Entre 1971 y 1978 vivió en Santiago de Chile, donde trabajó en el Centro Latinoamericano de Demografía (CELADE).
A comienzos de la década de 1980 regreso a la Argentina, participando de la reapertura de la carrera de Sociología de la Facultad de Ciencias Sociales de la Universidad de Buenos Aires que había sido cerrada por el gobierno militar del golpe de Estado de 1976. Allí se desempeñó como Profesora Titular Regular, y finalmente desde el 2006 como Profesora Emérita. Fue investigadora del Consejo Nacional de Investigaciones Científicas y Técnicas (CONICET). También fue profesora de Posgrados en el Instituto de Altos Estudios Sociales (IDAES) de la Universidad Nacional de General San Martín; así como docente en la Facultad Latinoamericana de Ciencias Sociales (FLACSO). Como investigadora formó parte de gran cantidad de institutos, dirigió programas de investigación social, tanto en organismos nacionales como internacionales, y fue directora de muchos discípulos.
En cuanto a la gestión, en la segunda mitad de la década de 1980 coordinó un programa con el fin de poder identificar y cuantificar de forma más precisa a las clases sociales a partir de los datos obtenidos en el censo nacional del año 1980. Luego participó como responsable general en el diseño y planificación del Censo Nacional de Población de 1991 en el Instituto Nacional de Estadística y Censos (INDEC). 

En septiembre de 1994 alcanzó de forma involuntaria fama nacional cuando, debido a unas críticas que realizó a las cifras de desocupación oficiales que presentaba el país como producto de las políticas neoliberales impulsadas durante el gobierno de Carlos Menem, fue duramente criticada por el entonces ministro de Economía Domingo Cavallo, quien la "mando a lavar los platos", frase que quedó como ejemplo del ajusto económico y social llevado a cabo, así como del sexismo del ministro por referir que por su condición de mujer no podía opinar sobre temas que correspondían a la especialidad de Susana Torrado. En una entrevista afirmó que:
Era una situación muy especial, un científico se animaba a contradecir lo que nadie discutía, y encima una mujer. La gente joven del Conicet lo tomó como un insulto a los científicos, más allá de Susana Torrado. A la vez era el Conicet el que venía a señalarle a Cavallo las consecuencias de su modelo económico. Para él resultó insoportable, por eso buscó todas las formas posibles para desacreditarnos.

## Premios y homenajes
Obtuvo el Premio Dr. Bernardo Houssay a la Trayectoria en Investigación Científica y Tecnológica (SECYT, 2003); así como fue distinguida con el Premio “Reconocimiento a la trayectoria” de la Legislatura de la Ciudad de Buenos Aires. También fue nombrada Investigadora Emérita del CONICET.

## Principales trabajos publicados
- La familia como unidad de análisis en censos y encuestas de hogares”, (1982)
- “Estructura social de la Argentina”, (1992)
- “Historia de la familia en la Argentina moderna (1870-2000)”, (2003),
- “Procreación en la Argentina. Hechos e Ideas”, (1993)
- “Población y bienestar en la Argentina del primero al segundo Centenario”, (2007)